# ارودان
مرکز دهستان ارودان در ۵ کیلومتری  شهرستان مهر از توابع استان فارس می‌باشد، این روستا با جمعیتی بالغ بر ۳ هزار نفر(۱۳۹۲) یکی از پرجمعیت‌ترین دهستان‌های اطراف می‌باشد، این روستا از شمال به علامرودشت، جنوب به. عسلویه و خلیج فارس، شرق شهرستان مهر و غرب بخش گله دار.
حرم امام زاده شاه محمد واقع در این روستا همه روزه، به ویژه ایام نوروز پذیرایه جمع کثیر از مسافران می‌باشد,
نخلستانهای انبوه و پر بار این روستا، رودخانهٔ فصلی معروف بهبیخ ,تالاب
فصلی و نیمه دائمیه دوشطون و آبگیرهای قدیمی به خصوص آبگیر بزرگ این روستا,  جلوهٔ زیبایی از این روستا را نمایان می‌سازد.
(این اطلاعات از طریق تحقیق میدانی به دست آمده، و ارزش بالایی دارد)